# St Denys' Church
Pour les articles homonymes, voir Église Saint-Denis.
La St Denys' Church est une église paroissiale située à Sleaford en Angleterre.
Il s'agit d'un monument classé.